# Nevada megyéinek listája
Ez a lista Nevada állam megyéit sorolja fel. Nevadában tizenhat megye található. 1861. november 25-én a Nevadai Területi Törvényhozás kilenc megyét hozott létre eredetileg. Nevadát az Unió tagjaként 1864. október 31-én ismerték el, ekkor tizenegy megyére oszlott. 1969-ben Ormsby megye és Carson City egy önálló közigazgatási egységbe olvadt, Carson City néven.
A Federal Information Processing Standard (FIPS) kód, melyet az Amerikai Egyesült Államok kormánya használ a tagállamok és a megyék azonosítása céljából, az mindegyik megyét önálló elemként veszi számba. Nevada állam kódja a 32-es, melyet, ha a megyei kódokkal kombinálnak, akkor az állam kódja alkotja az öt számjegyű kód első két tagját. Például 32XXX. A FIPS kódhoz van az adott megye népszámlálási adatainak nyilvántartása is hozzárendelve.

## A lista
| Megye       | FIPS kód | Miből alakult meg                  | Etimológia | Székhelye       | Alapítás éve | Lakosok száma (fő) 2010. július 1. | Terület (km²) | Térkép |
| ----------- | -------- | ---------------------------------- | --- | --------------- | ------------ | ---------------------------------- | ------------- | ------ |
| Carson City | 510      | Ormsby megyével egyesült 1969-ben. | A Carson-folyóról, melyet Christopher Houston (Kit) Carsonról (1809–1868) neveztek el.                             | Önálló város    | 1969         | 55274                              | 373           |        |
| Churchill   | 001      | Az eredeti megyék egyike.          | Sylvester Churchill tábornokról (1783–1862), aki a mexikói–amerikai háborúban harcolt.                             | Fallon          | 1861         | 24877                              | 12766         |        |
| Clark       | 003      | Lincoln megyéből alakult.          | William Andrews Clark montanai szenátorról (1839–1925), akinek köszönhetően vasútvonal épült az államban.          | Las Vegas       | 1909         | 2000759                            | 20489         |        |
| Douglas     | 005      | Az eredeti megyék egyike.          | Stephen Arnold Douglas illinoisi szenátorról (1813–1861) kapta nevét.                                              | Minden          | 1861         | 46997                              | 1839          |        |
| Elko        | 007      | Lander megyéből.                   | A soson fehér asszony kifejezés után kapta nevét.                                                                  | Elko            | 1869         | 48818                              | 44501         |        |
| Esmeralda   | 009      | Az eredeti megyék egyike.          | Az Esmeralda Bányászati Körzetről kapta nevét. Az esmeralda szó spanyolul és portugálul a smaragd jelentéssel bír. | Goldfield       | 1861         | 783                                | 9295          |        |
| Eureka      | 011      | Lander megyéből.                   | A görög heureka, azaz Megtaláltam kifejezésből ered. A környéken ezüstérc lelőhelyet találtak.                     | Eureka          | 1873         | 1987                               | 10816         |        |
| Humboldt    | 013      | Az eredeti megyék egyike.          | A Humboldt-folyóról, melyet Alexander von Humboldt német természettudósról (1769–1859) kapta a nevét.              | Winnemucca      | 1861         | 16106                              | 25014         |        |
| Lander      | 015      | Az eredeti megyék egyike.          | Frederick William Lander amerikai polgárháborús tábornokról (1821–1862) kapta nevét.                               | Battle Mountain | 1861         | 5775                               | 5494          |        |
| Lincoln     | 017      | Az arizonai Nye megye része volt.  | Abraham Lincolnról (1809–65), az Amerikai Egyesült Államok elnökéről.                                              | Pioche          | 1866         | 5775                               | 14229         |        |
| Lyon        | 019      | Az eredeti megyék egyike.          | Nathaniel Lyon (1818–1861) amerikai polgárháborús tábornokról kapta nevét.                                         | Yerington       | 1861         | 51980                              | 5164          |        |
| Mineral     | 021      | Esmeralda megyéből.                | A megyében található ásványi anyag lelőhelyekről kapta nevét.                                                      | Hawthorne       | 1911         | 4772                               | 9731          |        |
| Nye         | 023      | Esmeralda megyéből.                | James Warren Nye (1815–1876), a Nevadai Terület kormányzójáról és Nevada állam szenátoráról kapta nevét.           | Tonopah         | 1911         | 43946                              | 47001         |        |
| Pershing    | 027      | Humboldt megye egy részéből        | John Joseph (Black Jack) Pershing első világháborús amerikai tábornokról (1860–1948).                              | Lovelock        | 1919         | 6753                               | 15563         |        |
| Storey      | 029      | Az eredeti megyék egyike.          | Edward Farris Storey amerikai századosról (1829–1860), akit a Pyramid-tónál végeztek ki a paiute háborúban.        | Virginia City   | 1861         | 4010                               | 684           |        |
| Washoe      | 031      | Az eredeti megyék egyike.          | A washo indián törzsről kapta nevét.                                                                               | Reno            | 1861         | 421407                             | 16426         |        |
| White Pine  | 033      | Lander megye része volt.           | Az itt növő sűrű fenyőerdők, melyek fő erdőalkotó faja után kapta nevét.                                           | Ely             | 1869         | 10030                              | 22991         |        |